# Caterina di Dio
Caterina di Dio è un dramma teatrale di Giovanni Testori andato perduto, il primo lavoro dell'autore effettivamente rappresentato.
Scritto nel 1947, andò in scena l'anno successivo a Milano con la regia di Enrico D'Alessandro e con Franca Valeri (che all'epoca ancora si esibiva con il vero nome, Franca Norsa) nelle vesti della protagonista, esangue ed arsa nell'abito bianco della domenicana. 
Il testo s'ispirava alla figura di Caterina da Siena.

## Trama
Sotto lo sguardo vigile di un Monsignore, una compagnia di attori è impegnata nelle prove di una rappresentazione della vita di Santa Caterina. Improvvisamente, la stessa Caterina giunge in mezzo a loro e la sua presenza fa cadere le difese degli attori che confessano i loro più intimi segreti. Alla fine, Elsa, giovane attrice amante di Nino, si uccide e Carlo spara su Andrea, amante di sua moglie Lucia. Caterina allora offre la propria vita per dare ad Andrea la possibilità e il tempo della salvezza.

## Poetica
I critici che assistettero alla rappresentazione riscontrarono l'ascendente pirandelliano e posero l'accento sull'elemento «sangue» che percorreva l'opera (ad esempio, scendeva dalla corona di spine alle mani di Caterina, segnate dalle stimmate). Al centro del dramma vi era la forza del male, sentito come colpa e lacerazione, come baratro. Scrisse Mario Apollonio: In Caterina di Dio, uno dei più singolari drammi sacri del dopoguerra, c'era la spontaneità prodigiosa della vita che non chiede che di vivere e di morire, c'era l'orrore del male e del sangue, ma con una riserva intatta di forza.